# Saint-Fiacre, Côtes-d'Armor

Saint-Fiacre este o comună în departamentul  Côtes-d'Armor, Franța. În 1 ianuarie 2022 avea o populație de 212 de locuitori.